# Vrbolisna kruška
Vrbolisna kruška (lat. Pyrus salicifolia), Biljna vrsta iz porodice ružovki raširena po Kavkazu i Zapadnoj Aziji.

## Značajke
Pyrus salicifolia je mala, raširena, listopadna kruška s uskim, srebrno-sivim listovima nalik vrbi, otuda i uobičajeni naziv “vrbolisna kruška”. Obično naraste 4,5 do 7,5 m ( 15-25 stopa) visoko, rijetko 10 do 12 metara. Odlikuje se ovalno-zaobljenim habitom isprekidanim atraktivnim visećim granama. Grančice su često trnovite. Ovo drvo je porijeklom iz šuma, stjenovitih ravnica i obronaka u jugoistočnoj Europi i na Bliskom istoku. Kopljasti do eliptični listovi u proljeće postaju srebrno sivi, ali postupno postaju srebrnozeleni kako sezona rasta napreduje. Krem do zelenkasto-bijeli cvjetovi s 5 latica (svaki do 3/4 inča u promjeru) cvjetaju u krunama (6-8 cvjetova po korimbsu) u proljeće. Nakon cvjetova slijede plodovi u obliku kruške koje se u početku čine zelene, ali sazrijevaju do smeđe. Voće se često slabo proizvodi. Plodovi su od malog ukrasnog značaja i uglavnom su nejestivi.
Postoje 3 varijeteta po Kewu. Najpoznatiji kultivar je “pendula”.

## Pyrus salicifolia “Pendula”
Široko rastuće drvo s izbočenim, visećim granama s tankim grančicama koje rastu ravno prema dolje. Visina je cca. 5-6 m, a stablo često naraste jednako široko. Kora je srebrnasto siva, grančice su svjetlije sive. Posebno su mlade grančice malo dlakave. Grančice imaju nepravilne bodlje. Uski eliptični do laceolasti listovi su sivobijeli, kasnije sivozeleni i imaju baršunastu dlaku. Donja strana ostaje sivo-bijela i praktički gola. List je vrlo sličan lišću vrbe (salicifolia = list vrbe) i ostaje na stablu do kasne jeseni. Kremasto bijeli cvjetovi rastu u štitastoj cvati od 6 do 8 zajedno i pojavljuju se u isto vrijeme kad i listovi. Ne ističu se baš najbolje među srebrnasto sivim lišćem. Postavlja male zahtjeve prema tlu. Tolerira suhe uvjete.

## Varijeteti
- Pyrus salicifolia var. petiolaris Mulk. ex Akopian
- Pyrus salicifolia var. salicifolia
- Pyrus salicifolia var. serrulata Browicz

- P. salicifolia, cvjetovi
- P. salicifolia, plodovi
- P. salicifolia, plistovi
- P. salicifolia, deblo
- P. salicifolia, stablo